# Древеник (Битољ)
Древеник (мкд. Древеник) је насеље у Северној Македонији, у јужном делу државе. Древеник припада општини Битољ.

## Географија
Насеље Древеник је смештено у јужном делу Северне Македоније. Од најближег већег града, Битоља, насеље је удаљено 25 km северно.
Древеник се налази на западном ободу Пелагоније, највеће висоравни Северне Македоније. Насељски атар је на планински, у средишњем делу истоимене планине Древеник. Надморска висина насеља је приближно 1.200 метара.
Клима у насељу је планинска због знатне надморске висине.

## Становништво
Древеник је према последњем попису из 2021. године имао 3 становника. Село је настањено Албанцима.
| Национални састав према попису из 2021.‍ | Национални састав према попису из 2021.‍ | Национални састав према попису из 2021.‍ | Национални састав према попису из 2021.‍ | Национални састав према попису из 2021.‍ |
| --------------------------------------- | --------------------------------------- | --------------------------------------- | --------------------------------------- | --------------------------------------- |
|                                         |                                         |                                         |                                         |                                         |
| непописани                              | непописани                              |                                         | 3                                       | 100%                                    |